# Wooda Nicholas Carr

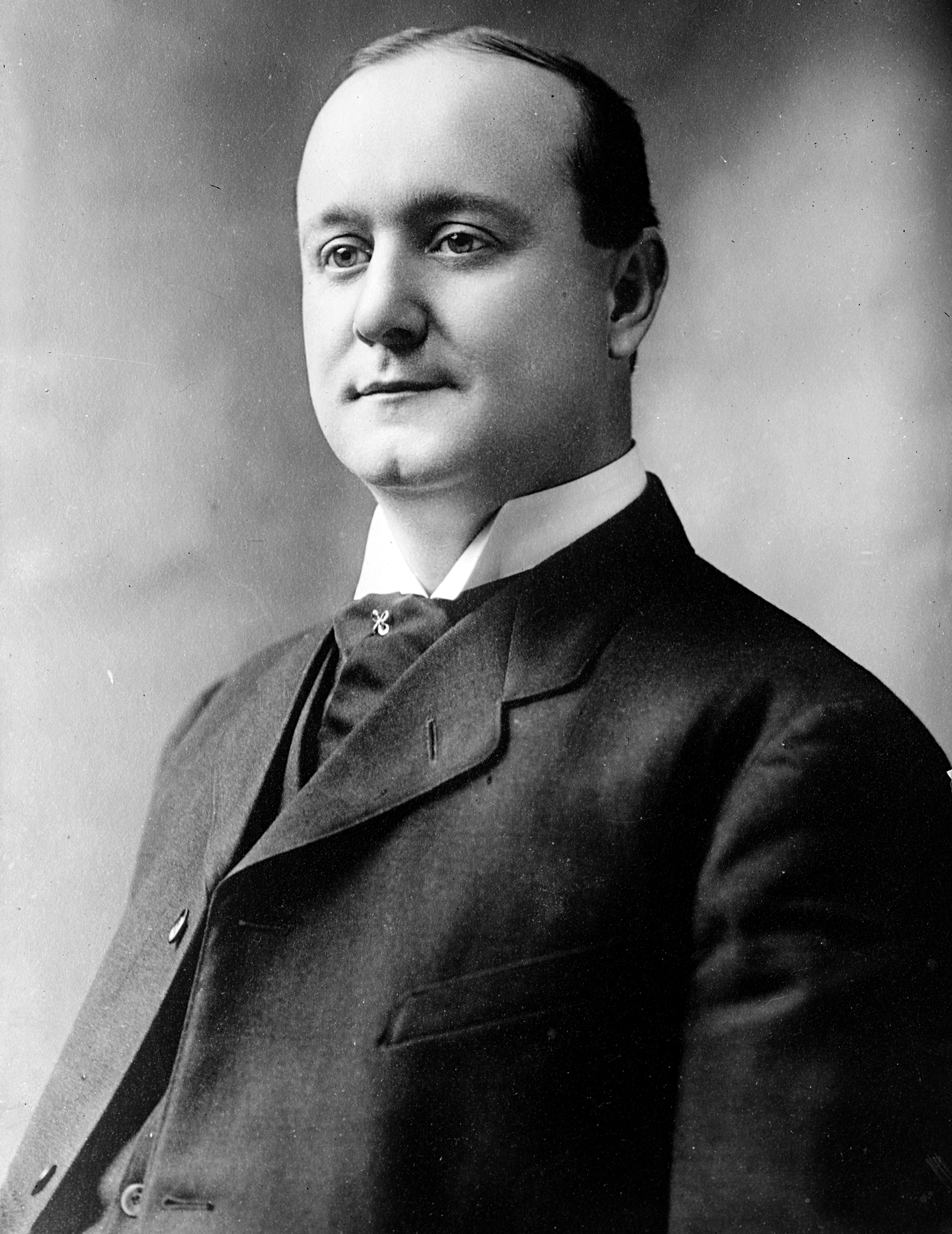
Wooda Nicholas Carr

Wooda Nicholas Carr (* 6. Februar 1871 in Allegheny City, Allegheny County, Pennsylvania; † 28. Juni 1953 in Uniontown, Pennsylvania) war ein US-amerikanischer Politiker. Zwischen 1913 und 1915 vertrat er den Bundesstaat Pennsylvania im US-Repräsentantenhaus.

## Werdegang
Wooda Carr besuchte die öffentlichen Schulen seiner Heimat und das dortige Madison College. 1891 absolvierte er das Monongahela College. Im Jahr 1892 gab er in Uniontown zwei Zeitungen heraus. Nach einem anschließenden Jurastudium und seiner 1895 erfolgten Zulassung als Rechtsanwalt begann er in Uniontown in diesem Beruf zu arbeiten. Gleichzeitig schlug er als Mitglied der Demokratischen Partei eine politische Laufbahn ein. Zwischen 1898 und 1904 nahm er als Delegierter an vier regionalen Parteitagen der Demokraten in Pennsylvania teil.
Bei den Kongresswahlen des Jahres 1912 wurde Carr im 23. Wahlbezirk seines Staates in das US-Repräsentantenhaus in Washington, D.C. gewählt, wo er am 4. März 1913 die Nachfolge des Republikaners Thomas S. Crago antrat. Da er im Jahr 1914 nicht bestätigt wurde, konnte er bis zum 3. März 1915 nur eine Legislaturperiode im Kongress absolvieren. In dieser Zeit wurden der 16. und der 17. Verfassungszusatz ratifiziert.
Nach dem Ende seiner Zeit im US-Repräsentantenhaus praktizierte Wooda Carr wieder als Anwalt. Zwischen 1934 und 1947 war er Posthalter in Uniontown. Dort ist er am 28. Juni 1953 auch verstorben.